# Les Titans (Yoko Tsuno)
Pour les articles homonymes, voir Les Titans et Titan.
Les Titans est le huitième album de la série Yoko Tsuno de Roger Leloup, dont il constitue la treizième histoire et le septième long récit (six mini-récits furent rassemblés dans le quatrième album de la série, Aventures électroniques). Le récit est prépublié en 1977 dans le journal Spirou, puis publié en album en 1978. Il s’agit du quatrième à mettre en scène les Vinéens.

## Univers

### Synopsis
À la demande de Khâny, Yoko, Vic et Pol apportent sur Vinéa des collections d'insectes et d'insecticides. Les Vinéens ont en effet trouvé, en explorant leur planète, ce qui semble être une patte d'insecte, mais géante et renforcée au titane.
Ils rencontreront dans la zone tempérée de Vinéa une colonie d'insectes géants originaires d’une autre planète, les Titans. Ceux-ci se montrent plutôt hostiles, leur inspection de la collection d’insectes terrestres naturalisés n’étant pas entièrement étrangère à cette attitude. L’un d’entre eux, Xunk, cependant, est sauvé d’un prédateur géant par Yoko et se montre bienveillant vis-à-vis des Terriens et des Vinéens. Ayant désobéi aux lois de sa communauté, il sera finalement éliminé par ses congénères, mais se sera auparavant offert comme bouclier vivant pour protéger Yoko et Khâny contre les armes des siens et favoriser leur fuite.
Tentant de tuer Khâny et Yoko, des Titans ouvriront finalement une brèche dans la barrière climatique de Vinéa, ce qui les conduira à leur perte en faisant déferler sur eux une masse d’air provenant de la zone glaciale de Vinéa. La constatation que le climat de Vinéa est artificiellement réglé et sous le contrôle d’une autre espèce conduit le Grand Migrateur à choisir de faire quitter Vinéa à sa colonie, opération pour laquelle il recevra l’aide de Yoko.

### À propos des Titans
Les Titans sont une civilisation d'insectes géants venus d'une « galaxie voisine » de celle de Vinéa. Leur planète d’origine a atteint un niveau de surpopulation les forçant à coloniser d’autres planètes s’ils désiraient maintenir leur croissance et leur population, solution préconisée par leur société.
Le nom de Titans leur fut attribué par Vic, inspiré par la conjoncture de leurs dimensions gigantesques et de l’armature en titane avec laquelle ils renforcent sur Vinéa leur squelette externe de chitine. Des comparaisons effectuées par des biologistes vinéens entre la collection d’insectes terrestres emmenée par Vic et la patte de Titan retrouvée dans un fleuve vinéen indiquèrent la nature chimique identique des exosquelettes, mais une densité trois fois moindre pour la patte de Titan, ce qui sembla indiquer que ces derniers provenaient d’une planète où la gravitation était moindre. Cette hypothèse est ultérieurement confirmée par des affirmations de Titans, ainsi qu’indirectement par le fait que leur laboratoire jouit d’une atténuation artificielle de la gravitation naturelle de Vinéa, via un processus qui demeure obscur, afin sans doute de la rapprocher de celle de leur planète d’origine.
Les Titans ont commencé leur implantation sur Vinéa par l'envoi de sondes automatiques qui y ont déposé plusieurs espèces animales et végétales, qui servirent autant de test pour vérifier la viabilité de la planète que de pionniers dans la construction d’un écosystème pouvant soutenir les besoins énergétiques et nutritionnels de la colonie à venir. Le processus s’avéra assez satisfaisant pour justifier l’arrivée de la colonie sous la conduite du Grand Migrateur.

### Personnages

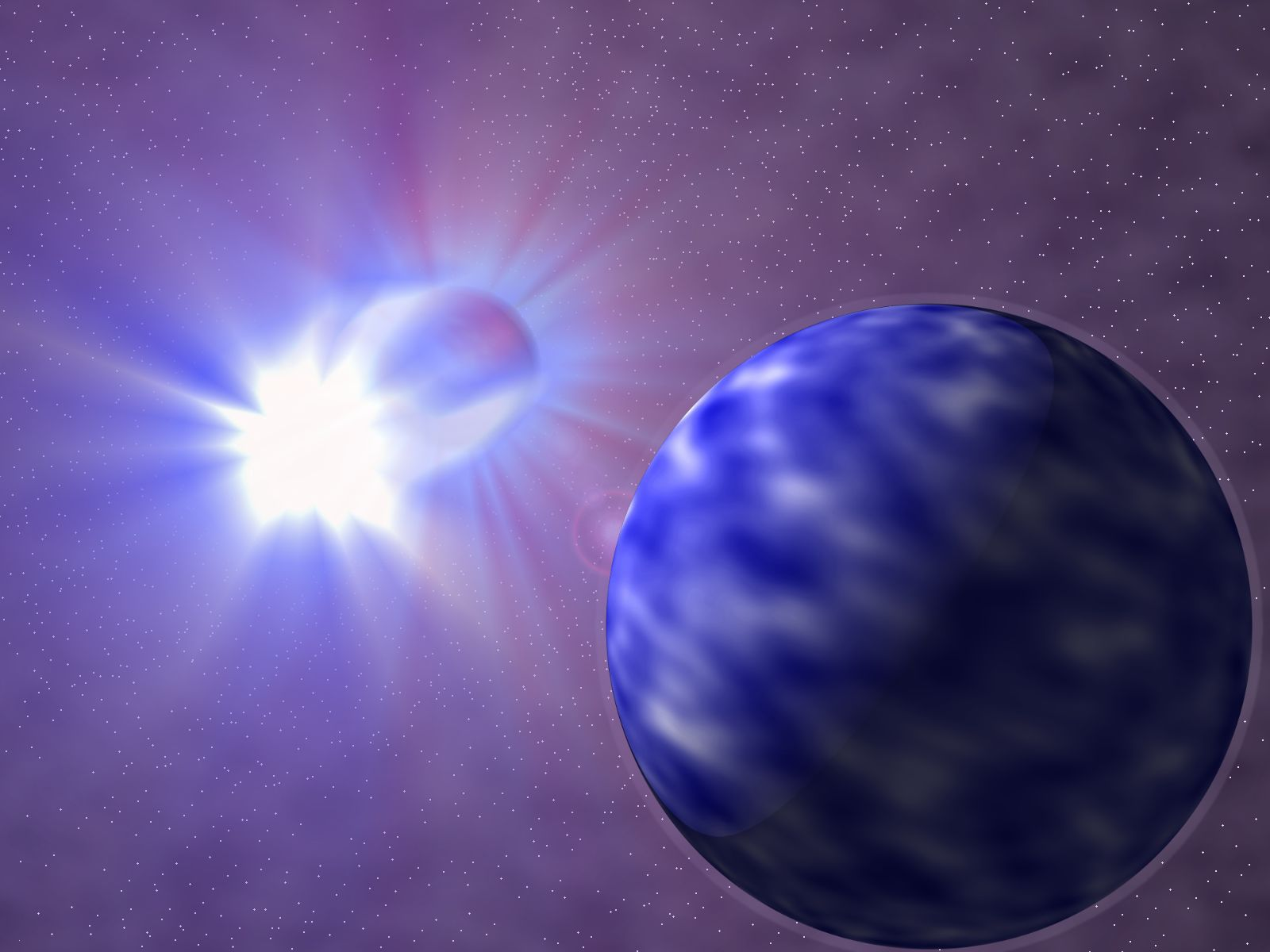
La planète Vinéa.

| Trio                                  | Alliés Vinéens                 | Alliés Titans | Adversaires       |
| ------------------------------------- | ------------------------------ | ------------- | ----------------- |
| - Yoko Tsuno - Vic Vidéo - Pol Pitron | - Khâny - Poky - Vynka - Kandā | - Xunk        | - Grand Migrateur |

### Lieux
- Vinéa :
  - 6e Cité de Vinéa
  - Cuvette mystérieuse
  - Porte climatique

## Historique
Les prémices de cet album sont anciens comme en témoignent ces esquisses de 1969.

## Analyse
L'album donne à l'auteur l'occasion de valoriser son intérêt pour l'entomologie.

« J'ai toujours eu une passion pour les insectes parce que c'est la plus extraordinaire des mécaniques. En décrivant une société évoluée de ce type, je réalisais une nouvelle fois un des rêves développés depuis que je m'étais passionné pour les collections de mon oncle entomologiste (...) Les Titans s'appuient sur les codes qui régissent les communautés d'insectes. Elles pratiquent la sélection naturelle au sein d'un système essentiellement totalitaire. J'ai cependant voulu montrer qu'il subsiste toujours, au-delà des pratiques les plus aberrantes, une manière humaine et humaniste d'envisager la vie. L'idée de paix et de compréhension universelle est la vraie valeur de notre existence. »

— Roger Leloup.

## Publication

### Revues
Les Titans ont été prépubliés dans les numéros 2029 à 2047 du magazine Spirou, du 3 mars au 7 juillet 1977,.

### Album
Le récit est publié en 1978 chez l’éditeur Dupuis sous la forme d’un album à couverture cartonnée, portant le numéro 8 de la série Yoko Tsuno. Plusieurs ré-impressions ont assuré depuis la constante disponibilité du titre, à l’instar des autres titres de cette série.
En 2007, il est inclus dans Vinéa en péril, le quatrième volume de l'Intégrale Yoko Tsuno, et le deuxième regroupant les aventures vinéennes. Il y est suivi de La Lumière d’Ixo et des Archanges de Vinéa.